# Torunik
Torunik – wieś w Armenii, w prowincji Sjunik. W 2011 roku liczyła 120 mieszkańców.